# Факторска анализа
Факторска анализа је скуп сложених статистичких поступака обраде података ради долажења до међусобне повезаности појава. Услов за примену је да се резултати који се добијају на узорку имају нормалну расподелу, као и да су њихове варијабле приближно једнаке. Циљ ове анализе је да се дође до минималног броја заједничких фактора, односно да се прецизно квантитативно утврди степен повезаности сваког од чинилаца за који се претпоставља да су одговорни за корелације између манифестних варијабли.